# 미국 공산노동당
미국 공산노동당(영어: Communist Labor Party U.S. of A.; CLPA)은 1919년 설립된 미국의 공산주의 정당으로 오늘날 미국 공산당의 전신 중 하나이다.
이 정당은 1919년 8월 말 미국 사회당의 3파 분열에 따라 창당되었다. 창당 당시에는 합법 정당이었고 조직 형태도 미국 사회당과 흡사했지만 1920년 1월 일어난 팔머 기습으로 빠르게 지하조직으로 밀려났고 이후 비밀리에 활동을 이어갔다.
미 공산노동당은 1921년 5월 미국 공산당의 반체제 파벌과 합병해 미국 연합공산당으로 합병되었다.

## 역사

### 배경
제1차 세계 대전이 끝나고 10월 혁명이 공고해지면서 미국 사회당 내에서는 혁명적 사회주의 좌파와 선거 집권 지향적인 중도파 사이 오랜 긴장이 심화되었다. 특히 급진파는 1916년 "무색무취" 후보인 앨런 L. 벤스의 미온적인 선거운동에 실망했는데, 이는 당 역사상 처음으로 대선 투표에서 후보 투표율이 감소한 결과로 이어지며 낙심했다.

## 참고 문헌
- Draper, Theodore (1957). 《The Roots of American Communism》. New York: Viking Press.
- Goldwater, Walter (1964). 《Radical periodicals in America 1890-1950》. New Haven: Yale University Library.
- Communist Labor Party News, Vol. 1, No. 1, (Dec. 6, 1919).
- James H. Dolsen, The Defense of a Revolutionist by Himself: Story of the Trial of James H. Dolsen, Who Defended Himself on the Charge of Criminal Syndicalism, Superior Court, Oakland, California, March 23-April 23, 1920. Oakland, CA: James H. Dolsen, 1920.
- Benjamin Gitlow, The "Red Ruby" Address to the Jury: Also, Darrow; the Judge Giovanitti. 보관됨 2010-07-21 - 웨이백 머신 n.c. (New York): Communist Labor Party, n.d. (1920).

## 추가 읽기
- James Oneal, American Communism: A Critical Analysis of its Origins, Development and Programs. New York: Rand Book Store, 1927.
- Bryan D. Palmer, James P. Cannon and the Origins of the American Revolutionary Left, 1890-1928. Urbana, IL: University of Illinois Press, 2007.